# Lepthyphantes balearicus
Lepthyphantes balearicus là một loài nhện trong họ Linyphiidae.
Loài này thuộc chi Lepthyphantes. Lepthyphantes balearicus được J. Denis miêu tả năm 1961.